# Salix sajanensis
Salix sajanensis — вид квіткових рослин із родини вербових (Salicaceae).

## Морфологічна характеристика
Це дерево чи кущ до 4 метрів заввишки. Гілочки коричневого або каштанового кольору, злегка товсті, в молодому віці дещо запушені, потім ± голі, блискучі. Листкова ніжка 7–10 мм; листкова пластинка обернено-яйцювато-ланцетна, 4–8 × 0.9–1.5 см, на пагонах більша, абаксіально (низ) зеленувата, дещо запушена, в молодості шовковиста, адаксіально тьмяно-зелена, край цільний або нечітко віддалено залозисто-зубчастий, зазвичай загорнутий, верхівка коротко загострена. Жіноча сережка 4–5 × ≈ 1 см у плоді, на короткій ніжці. Коробочка довгаста або видовжено-яйцювата, сіро-повстяна.

## Середовище проживання
Китай [Сіньцзян], Монголія, Сибір. Населяє узлісся, піщані або гравійні місця; на висотах ≈ 1800 метрів.